# Tarhana

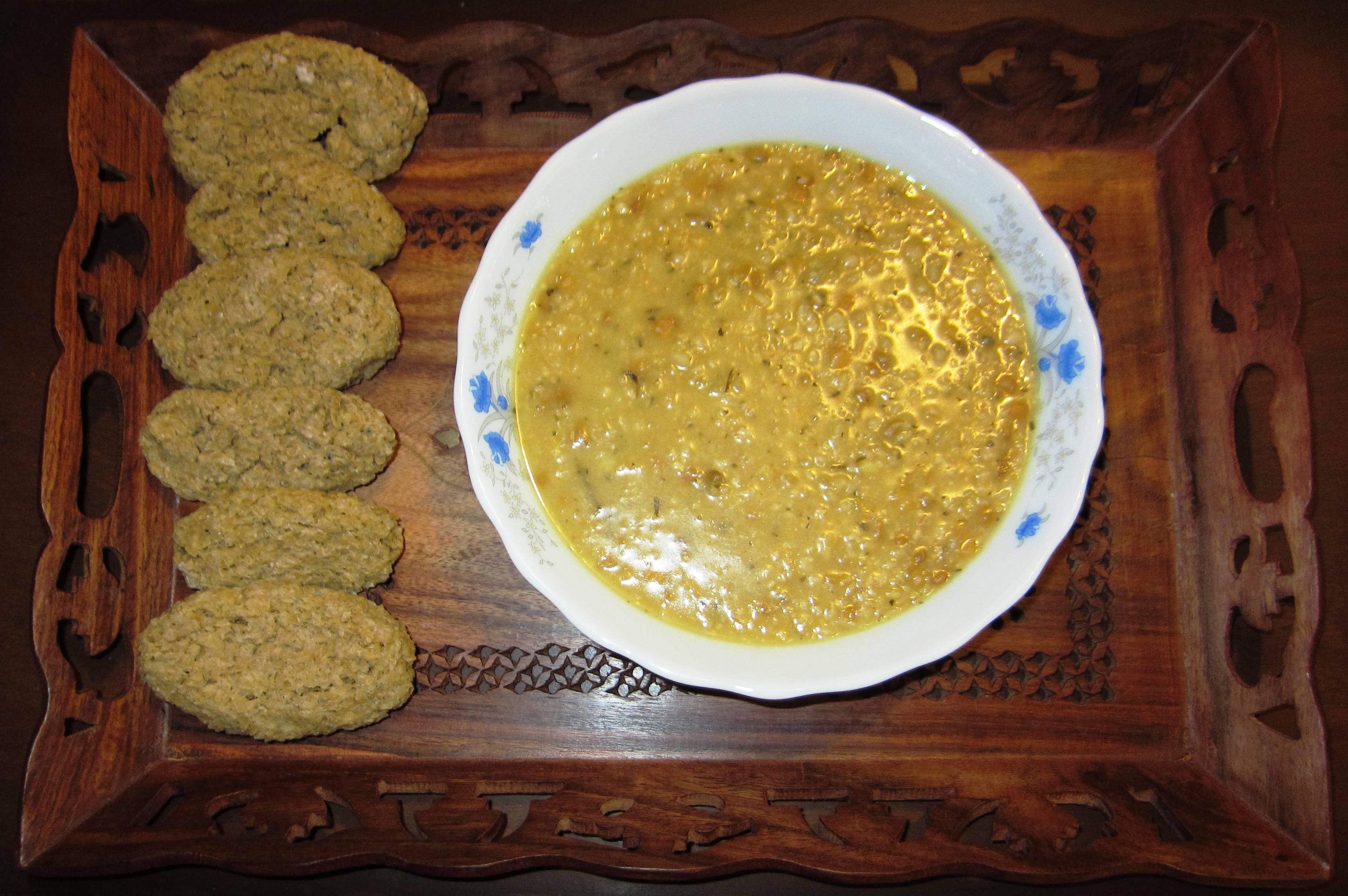
Tarkhineh solida (sinistra) e preparata (destra)

I termini Tarhana (turco), tarkhina, tarkhana, tarkhwana (Persiano ترخینه، ترخانه، ترخوانه), trachanas/trahanas (greco τραχανάς) trahana (albanese), Tarhonya (ungherese), трахана/тархана (bulgaro), kishk (Egitto), o kushuk (Iraq) si riferiscono a cibo disidratato costituito da una miscela fermentata di grano e yogurt, di norma consumata come zuppa con l'aggiunta di acqua o latte.
A Cipro viene considerata una specialità nazionale e viene aromatizzata con foglie di alloro, timo e semi di finocchio.
In Albania è usanza mangiarlo durante la prima colazione, accompagnato con pane a pezzi.